# Granit Xhaka
Granit Xhaka (albanskt uttal: [gɾanit d͡ʒaka]), född 27 september 1992 i Basel, Schweiz, är en schweizisk fotbollsspelare av albanskt ursprung, som från 2025 spelar för Sunderland.
Han är även lagkapten för Schweiz landslag.

## Klubbkarriär
Xhaka spelade som ung för Concordia Basel, men bytte senare klubb till FC Basel. 
Han värvades i maj 2012 av tyska Borussia Mönchengladbach, som han skrev på ett femårskontrakt med.
År 2016 köptes han av Arsenal, där han redan första säsongen (2016/2017) vann FA-cupen – en bedrift som upprepades säsongen 2019/2020. I juni 2018 förlängdes kontraktet med Arsenal. Med Arsenal var han också med om att förlora finalen i Europa League 2018/2019 mot London-rivalen Chelsea. I en match mot Crystal Palace den 27 oktober 2019 på Emirates Stadium blev Xhaka utbytt. Han sprang inte av planen och fick då utstå burop av Arsenals supportrar, Xhaka svarade med att skrika svordomar tillbaka och slänga sin lagkaptensbindel i marken. Xhaka bad därefter om ursäkt i ett öppet brev.
Den 6 juli 2023 presenterades Xhaka av Bundesligaklubben Bayer Leverkusen, där han skrivit på ett femårskontrakt.
Xhaka gjorde 99 matcher i Bayer Leverkusen och noterades för sex mål och nio assist. Han var med laget när de vann Bundesliga för första gången 2024 och inför finalförlusten i Europa League samma år hade Leverkusen spelat 51 raka tävlingsmatcher under säsongen utan förlust. Granit Xhaka avgjorde även finalen när Leverkusen vann den tyska cupen 2024. 
Den 30 juli 2025 blev det officiellt att Granit Xhaka återvände till Premier League och Sunderland.

## Landslagskarriär
Xhaka debuterade i Schweiz landslag den 4 juni 2011 i en 2–2-match mot England i kvalet till EM 2012. Han var med i Schweiz trupp både under VM-kvalet och VM i fotboll 2014, där han spelade lagets alla fyra matcher och gjorde ett mål. Han deltog även i EM 2016  – där hans lag mötte brodern Taulants Albanien – samt VM 2018, EM 2020 och VM 2022.

## Privatliv
Granit Xhakas äldre bror, Taulant Xhaka är också en professionell fotbollsspelare, som spelar i Albaniens landslag. Den 11 juni 2016 möttes de båda bröderna i en landskamp i fotbolls-EM vilket var första gången i EM:s historia som två bröder mötte varandra i en match.

## Meriter

### Klubblag

#### Basel
- Schweiziska superligan: 2010/2011, 2011/2012
- Schweiziska cupen: 2011/2012

#### Arsenal
- FA-cupen: 2016/2017, 2019/2020
- FA Community Shield: 2017, 2020
- Uefa Europa League: Finalförlust 2018/2019

#### Bayer Leverkusen
- Bundesliga: 2023/2024

#### Landslag
- Fifa U17-VM: 2009
- Uefa U21-EM: finalförlust mot Spanien 2011